# Sainte-Eanne
Sainte-Eanne là một xã trong tỉnh Deux-Sèvres trong vùng Nouvelle-Aquitaine ở phía tây nước Pháp. Xã này nằm ở khu vực có độ cao trung bình 73 mét trên mực nước biển.